# Johann Siebmacher

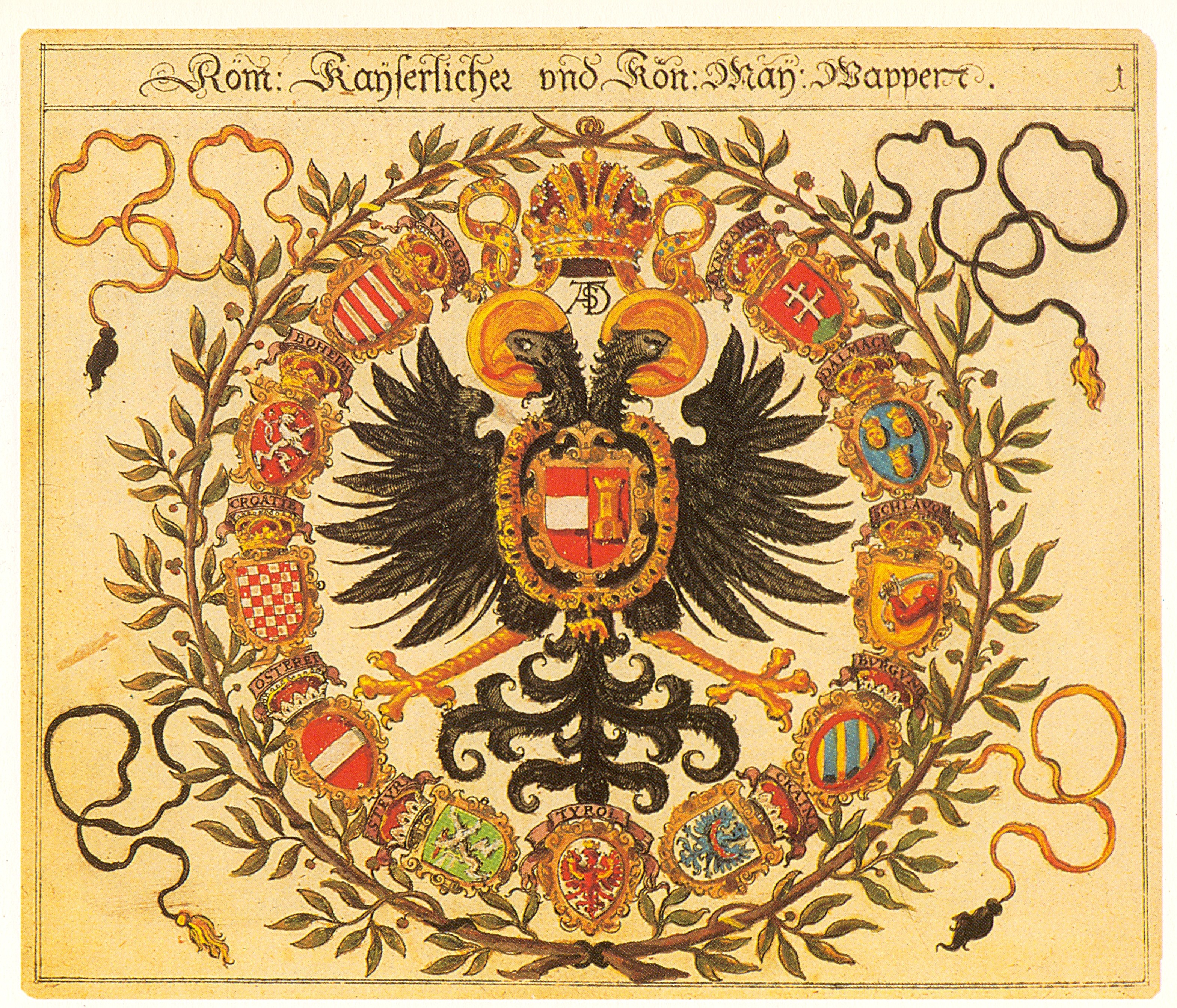
Pierwsza karta herbarza J. Siebmachera z herbem cesarskim, 1605

Johann Ambrosius Siebmacher, także: Sibmacher (ur. 1561 w Norymberdze, zm. 23 marca 1611 tamże) – autor i założyciel wielokrotnie publikowanego herbarza, ważnego źródła heraldyki dla niemieckiego obszaru językowego.
Autorstwa Siebmachera jest tylko zbiór herbów Wappenbüchlein i Newe Wappenbuch..., który został wydany w dwóch tomach w 1605 (względnie 1609). Dalsze części i tomy były publikowane aż do 1806, czasem także pod innymi nazwami. W ramach tego cyklu wydawniczego opublikowano ok. 19 000 herbów.
W herbarzu Siebmachera można znaleźć wiele herbów rodów rycerskich, szlacheckich i nobilitowanych mieszczańskich oraz miast z terenów Pomorza oraz Śląska, współcześnie znajdujących się w granicach Polski.
W nawiązaniu do dzieła J. Siebmachera w 1854 roku został opublikowany Neuer Siebmacher. Druk kolejnych tomów był kontynuowany aż do XX wieku.

## Literatura
- Johann Siebmacher (Begr.), Horst Appuhn (opr.): Johann Siebmachers Wappenbuch von 1605. Orbis, München 1999, ISBN 3-572-10050-X.
- Johann Siebmachers Wappen-Buch. Druk-faksymile wydania 1701/05 Rudolph Helmers z wydania z Norymbergi. Battenberg-Verlag, München 1975, ISBN 3-87045-098-3.
- Johann Siebmachers Wappen-Buch. Supplemente 1753 bis 1806. Druk-faksymile 1753 do 1806 w wydawnictwie Raspische Handlung w Norymberdze, 12 suplementów. Battenberg-Verlag, München 1979, ISBN 3-87045-163-7.
- Hanns Jäger-Sunstenau: General-Index zu den Siebmacherschen Wappenbüchern 1605–1967. Nowe wydanie Graz 1984